# Teresa de Borbó-Dues Sicílies
Teresa de Borbó-Dues Sicílies, emperadriu del Brasil (Nàpols, 14 de març de 1822 - Porto, 28 de desembre de 1889). Princesa de les Dues Sicílies amb el tractament d'altesa reial que a través del seu matrimoni amb l'emperador Pere II del Brasil esdevingué emperadriu del Brasil.
Nascuda a la ciutat de Nàpols, capital del Regne de les Dues Sicílies, el dia 14 de març de 1822, essent filla del rei Francesc I de les Dues Sicílies i de la infanta Maria Isabel d'Espanya. Neta per via paterna del rei Ferran I de les Dues Sicílies i de l'arxiduquessa Maria Carolina d'Àustria. Ho era per via materna del rei Carles IV d'Espanya i de la princesa Maria Lluïsa de Borbó-Parma.
Es casà el 30 de maig de 1843 a Nàpols i posteriorment el dia 4 de setembre de 1843 a Rio de Janeiro amb l'emperador Pere II del Brasil, fill del rei Pere IV de Portugal i de l'arxiduquessa Maria Leopoldina d'Àustria. La parella s'establí a la capital brasilera, Rio de Janeiro, i tingueren quatre fills:
- SAI el príncep Alfons del Brasil, nat a Rio de Janeiro el 1845 i mort el 1847 a la mateixa ciutat.

- SAI la princesa Isabel del Brasil, nada a Rio de Janeiro el 1846 i morta al Castell d'Eu el 1922. Es casà amb el príncep Gastó d'Orleans el 1864 a Rio de Janeiro.

- SAI la princesa Leopoldina del Brasil, nada a Rio de Janeiro el 1847 i morta a Viena el 1871. Es casà amb el príncep August de Saxònia-Coburg Gotha.

- SAI el príncep Pere del Brasil, nat a Rio de Janeiro el 1848 i mort a Santa Cruz el 1850.

La princesa Teresa es convertí en emperadriu del Brasil des del mateix dia del seu casament i fins a l'abdicació del seu marit el dia 15 de novembre de 1889, quan un cop d'estat va implantar la República.
Amb la caiguda de l'Imperi al Brasil, la Família imperial s'embarcà al port de Rio de Janeiro amb destinació Lisboa. La princesa napolitana caigué greument malalta durant la llarga travessia i morí el dia 28 de desembre de 1889 a la ciutat portuguesa de Porto.
La reina Victòria I del Regne Unit comentà de la parella imperial: "Ell és molt alt, comprensiu, un home atractiu però gris per tenir tan sols 44 anys. L'emperadriu... complaent, tan simple i submisa". Al Brasil va ser considerada com una monarca discreta, bondadosa i caritativa, allunyada dels afers polítics i va rebre l'apel·latiu de Mare dels brasilers.